# Hyalophora columbia
Hyalophora columbia is een vlinder uit de familie nachtpauwogen (Saturniidae), onderfamilie Saturniinae.
De wetenschappelijke naam van de soort is voor het eerst geldig gepubliceerd door S.I. Smith in 1865.